# ソユーズTM-31
ソユーズTM-31 (Союз ТМ-31 / Soyuz TM-31) は、国際宇宙ステーション (ISS) への往来を行った初めてのソユーズのミッションであり、ISSプログラムの名称では2Rミッションとも呼ばれる。コールサインは「ウラン」。ソユーズ-Uロケットによって打ち上げられた。

## 乗組員

### 打上げ時
- ユーリー・ギジェンコ (2) -  ロシア
- セルゲイ・クリカレフ (5) -  ロシア
- ウィリアム・シェパード (4) -  アメリカ合衆国

### 帰還する乗組員
- タルガット・ムサバイエフ (3) -  カザフスタン
- ユーリー・バトゥーリン (2) -  ロシア
- デニス・チトー (1) -  アメリカ合衆国（宇宙飛行関係者）

## ISSとのドッキング
- 結合 2000年11月2日 09:21 UTC（スヴェズダ）
- 分離 2001年2月24日 10:06 UTC
- 結合 2001年2月24日 10:37 UTC（ザーリャ）
- 分離 2001年4月18日 12:40 UTC
- 結合 2001年4月18日 13:01 UTC（ズヴェズダ）
- 分離 2001年5月6日 02:21 UTC

## ミッションハイライト

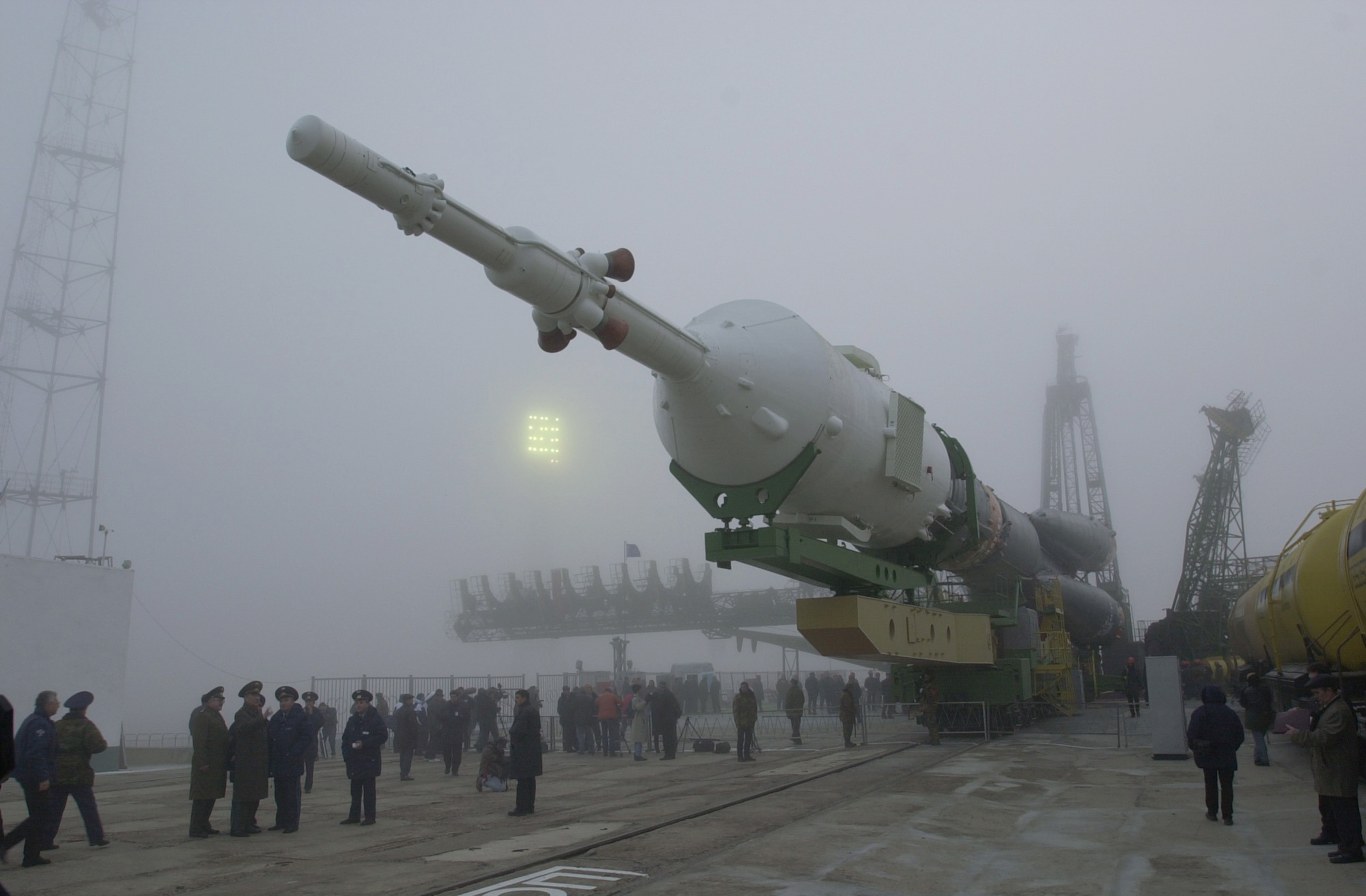
発射台に向かうソユーズTM-31

ソユーズTM-31は、ISSの第1次長期滞在を行う2人のロシア人と1人のアメリカ人宇宙飛行士をISSに運んだ。3人の乗組員は3ヶ月以上をISSで過ごし、2001年3月にスペースシャトル・ディスカバリー (STS-102) で地球に帰還した。宇宙滞在の最初の数日間は、乗組員は様々な環境制御システムシステムを起動し、ISSの各システムを操作するのに役立つラップトップコンピュータネットワークを構築することに費やした。残りの数ヶ月は、ISSでの長期滞在技術の確認と習得に費やされた。彼らの滞在中には、STS-97/4AフライトでP6トラスが、そしてSTS-102/5Aフライトでデスティニーが取り付けられた。3名の乗組員は、ISSに長期滞在した初めてのグループであり、彼らが到着した事により、ISSの恒久滞在が開始された。